# Родинг
Родинг (њем. Roding) град је у њемачкој савезној држави Баварска. Једно је од 38 општинских средишта округа Кам. Према процјени из 2010. у граду је живјело 11.451 становника. Посједује регионалну шифру (AGS) 9372153.

## Географски и демографски подаци
Родинг се налази у савезној држави Баварска у округу Кам. Град се налази на надморској висини од 369 метара. Површина општине износи 113,8 km². У самом граду је, према процјени из 2010. године, живјело 11.451 становника. Просјечна густина становништва износи 101 становника/km².

## Међународна сарадња
| Мјесто  | Држава | Врста сарадње | Од    |
| ------- | ------ | ------------- | ----- |
| Клатови | Чешка  | контакт       | 2000. |
| Извор   |        |               |       |

## Партнерски градови
- Будимпешта XVIII округ